# 社论

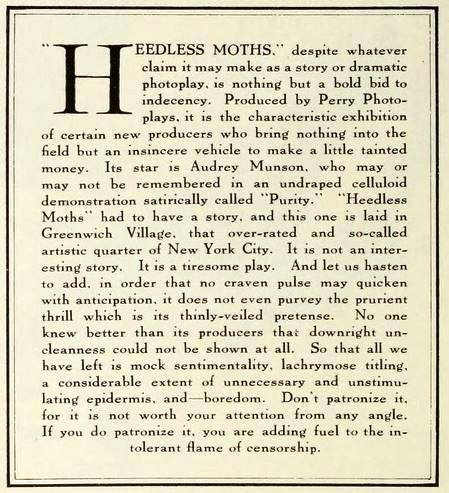
一篇发表于1921年美國影迷雜誌《Photoplay》上的社论，倡议读者不看一部含有裸体场景的电影

社论（英語：Editorial，美国英语又称 leading article，英国英语又称leader）是由报纸、杂志或任何其他书面文档的高级编辑或出版者撰写的文章（通常不署名或以集体署名），用以表达其（通常是编辑、编委会或出版者）对某一事件、文章的意见态度，當中或有個人觀點、主觀期望，或與讀者觀點有分歧及共鳴。澳大利亚和美国的主要报纸，如《纽约时报》和《波士顿环球报》，经常会在“意见”（英語：Opinion）标题下对社论进行分类。
插图的社论有可能会以政治漫畫的形式出现。
通常情况下，一家报纸的编委会会评估他们的读者在意哪些问题，而想要了解该报的意见。
社论通常发布在专门的页面上，即“社论”页面，该页面通常刊载读者来信；其对页常被称为社论对页版（英語：opposite editorial，缩写为op-ed），并且经常包含不直接隶属于该出版物的作者的意见文章。但是，报纸可能会选择在头版发布社论。在英语媒体中，这种情况很少发生，只发生在被认为特别重要的主题上；然而，在一些欧洲国家（如西班牙、意大利和法国）及共产党执政的国家（如中华人民共和国、苏联及其解体前的东欧诸国等），这种情况更为常见。在共产党执政的国家，其官方报纸的社论通常被视为执政当局的态度与观点。
在时尚杂志的领域，这个词已被改编为“照片社论”（英語：photo-editorials）——通常以全版照片为特征。该照片常具有特定主题、设计师、模型或其他单一主题，或者没有伴随的文字（如在专题摄影）。

## 另请参见
- 专栏
- 來論
- 特約評論